# エウテュデモス1世
エウテュデモス1世（ギリシャ語：Ευθύδημος Α΄, 生没年不詳）は、第3代グレコ・バクトリア王国の国王。ディオドトス2世から王位を簒奪した。エウティデムスとも表記。

## 生涯
紀元前230年か紀元前223年頃、マグネシア出身のエウテュデモスは、バクトリア王ディオドトス2世を族滅し、バクトリア王位を簒奪した。一説に祖父はSophytes、親の名はApolloddsとされ、祖父の母（曽祖母）はDkhtiとされ、さらに曽祖父はアレクサンドロス3世（大王）と言われている。つまり、アレクサンドロス大王の曾孫に比定されている。
紀元前208年頃、セレウコス朝の王アンティオコス3世（在位：紀元前223年 - 紀元前187年）は西方国境の平定を終え、東に転じて軍勢をグレコ・バクトリア王国の首都バクトラ（ザリアスパ）へ進めた。しかし、2年間にわたる包囲も決定的勝利にいたらず、両軍は膠着状態に陥った。
この時、エウテュデモス1世はテーレアースに「自分はセレウコス朝から離反したディオドトス一族を滅ぼしてバクトリアの支配権を得ただけであって、セレウコス朝から離反したわけではない」ということと、「自分にバクトリア王位を与えて講和しなければ、侵入の機会をうかがっている北方遊牧民の大軍が一気に攻めよせ、両軍とも共倒れになってしまう」ということを伝え、使者としてアンティオコス3世のもとへ送った。一方、アンティオコス3世の方でもちょうど解決策を模索していたところだったので、使者のテーレアースからこの事を聞かされると、和平案に乗り出した。そして何度か両者の間で話し合いがなされ、エウテュデモス1世は遂に息子のデメトリオスを使者として送った。アンティオコス3世は彼を迎え入れると、彼の容姿，威厳ある会話，振る舞いを見て、自分の娘を与えて次のバクトリア王にふさわしいと判断し、エウテュデモス1世に正式な王位を与えるとともに、グレコ・バクトリア王国の独立を承認した。こうして両国の講和と同盟が成立し、グレコ・バクトリア王国からは兵糧と戦闘用の象がセレウコス朝に贈られ、セレウコス朝はバクトリアから撤退した。
エウテュデモス1世の死後、息子のデメトリオス1世が後を継いだ。
エウテュデモス1世の血筋は、デメトリオス1世とアンティマコス1世の兄弟の家系が合体し、後世に存続。著名な末裔にサーサーン朝ペルシアのシャープール2世がいる（シャープール2世の母がエウテュデモス1世の末裔）とされる。

## エウテュデモス1世のコイン

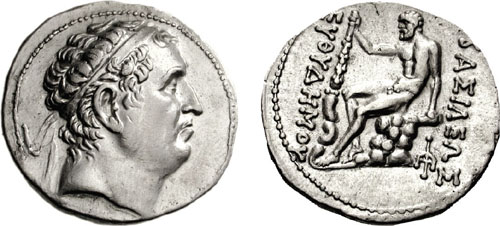
裏面には“ΒΑΣΙΛΕΩΣ ΕΥΘΥΔΗΜΟΥ”の文字と、ヘラクレスが彫られている。
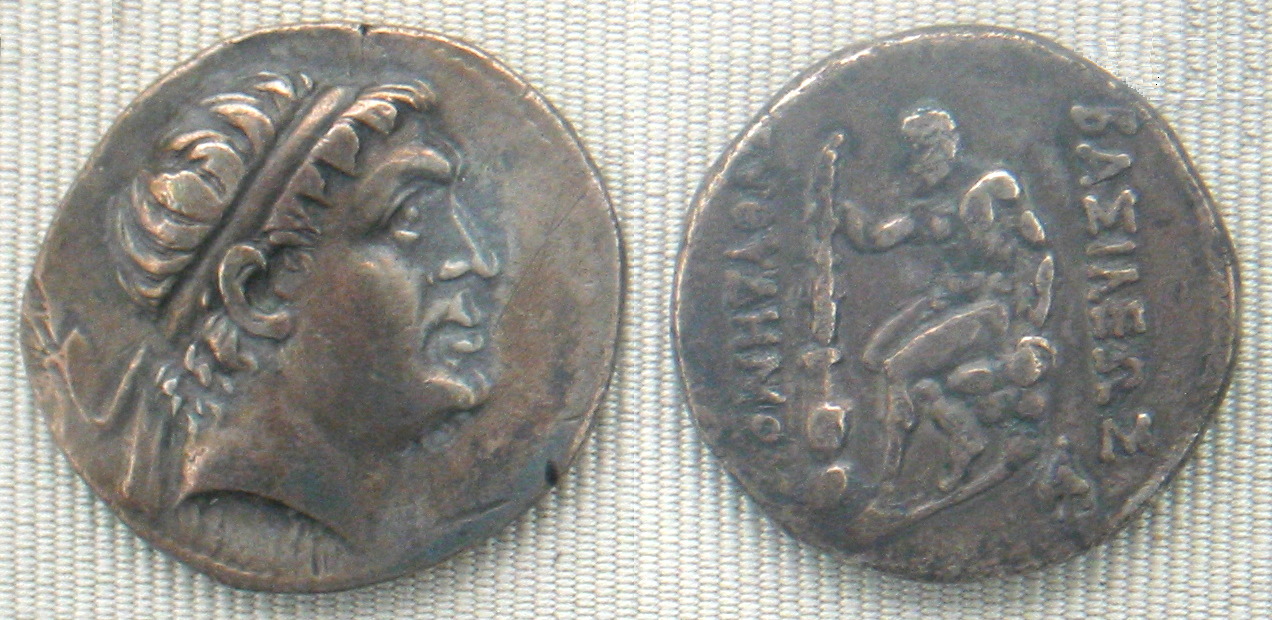
エウテュデモス1世のテトラドラクマ銀貨。
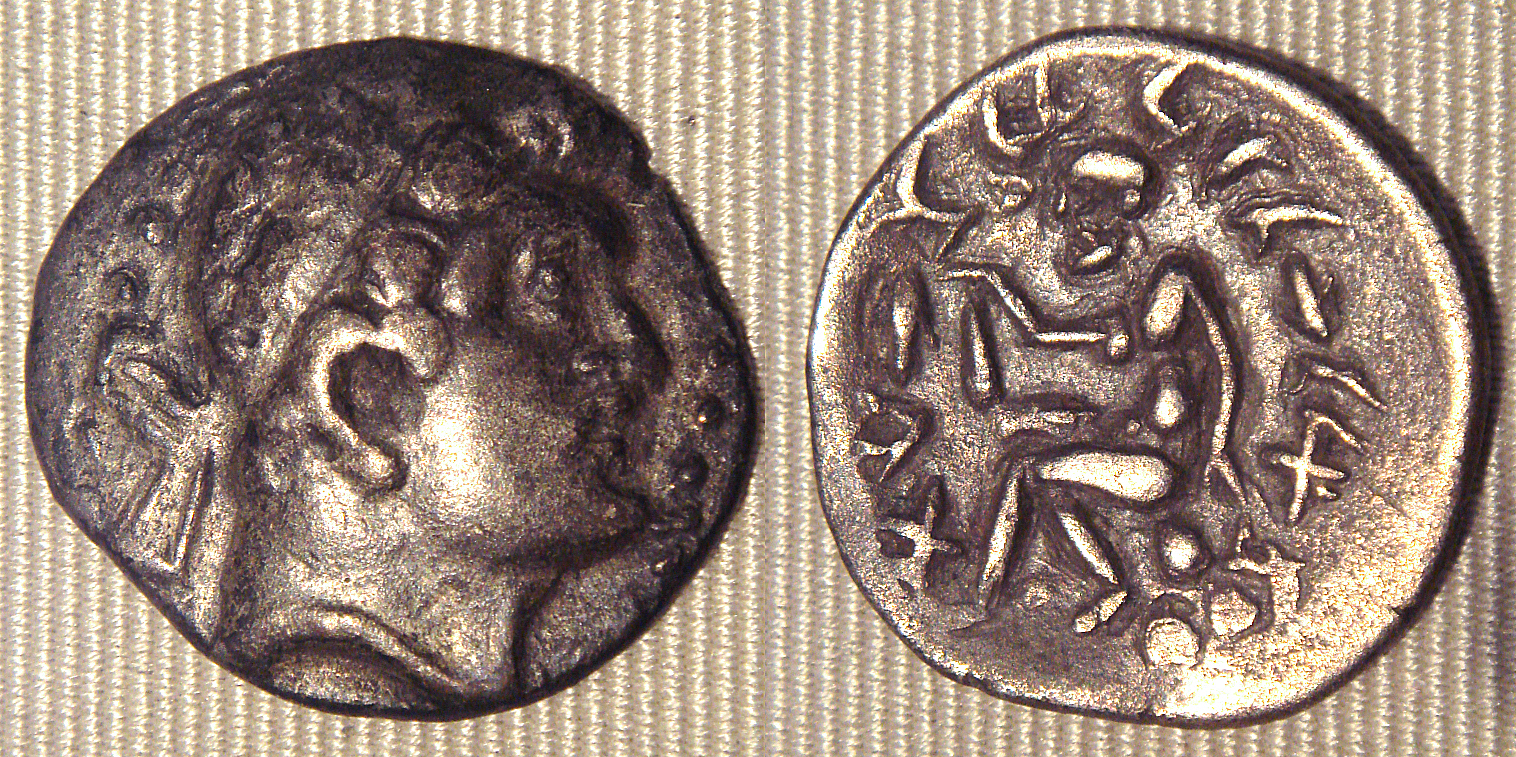
異民族によるコピー。ソグディアナ出土。裏面の文字はアラム文字。

## 参考資料
- 護雅夫・岡田英弘『民族の世界史4 中央ユーラシアの世界』（山川出版社、1996年 ISBN 4634440407）
- ポリュビオス（訳：竹島俊之）『世界史Ⅱ』（龍渓書舎、2007年、ISBN 9784844754879）